# ملیتوی ساردیس
ملیتوی ساردیس (یونانی: Μελίτων Σάρδεων؛ ۱ ژانویهٔ ۰۱۰۰ – ۱ ژانویهٔ ۰۱۸۰) قدیس مسیحی اهل روم باستان بود.